# To Holmgard and Beyond
To Holmgard and Beyond è il primo singolo del gruppo folk metal Turisas, pubblicato nel maggio del 2007 ed estratto dall'album The Varangian Way (2007). Benché classificabile come viking metal, prende le caratteristiche dall'Heavy metal classico (unito al folk), anziché dal Black metal come succede per il viking metal tradizionale

## Tracce
1. To Holmgard and Beyond (single edit)
2. A Portage to the Unknown
3. Rex Regi Rebellis (Finnish version)
4. Battle Metal (live video clip dal Partysan Festival 2006)

## Formazione
- Mathias Nygård – voce, tastiere
- Jussi Wickström – chitarra
- Tude Lehtonen – batteria e percussioni
- Olli Vänskä – violino
- Hannes Horma – basso
- Lisko - fisarmonica